# Рис-Уильямс, Джулиет
Джулиет Эванджелин, леди Рис-Уильямс (англ. Juliet Evangeline, Lady Rhys-Williams, урождённая Глин, англ. Glyn; 17 декабря 1898[…], Эссекс — 18 сентября 1964[…], Камден, Большой Лондон) — британский политик и писательница. Дама-командор ордена Британской империи. Автор концепции отрицательного подоходного налога.

## Биография
Джульетта Эванджелин Глин родилась в 1898 году в семье барристера Клейтона Луи Глина и писательницы Элинор Глин. У неё была старшая сестра Маргот. Джулиет училась в Истборне.
В 1918 году Глин устроилась на должность личного секретаря директора по обучению и работе с персоналом в Британском адмиралтействе. В 1919—1920 годах она была личным секретарем парламентского секретаря министерства транспорта Великобритании. В 1921 году она вышла замуж за баронета Риса Рис-Уильямса. В браке родилось четверо детей. Их старший сын погиб на войне в 1943 году. Второй сын супругов Брендон унаследовал титул баронета.
В 1938 году Рис-Уильямс баллотировалась на выборах в Палату общин Великобритании как представительница Национал-либеральной партии. В дальнейшем была сторонницей Либеральной партии Великобритании. Рис-Уильямс занималась продвижением прав женщин, борьбой с бедностью и материнской смертностью и финансовой помощью женщинам и детям. Она запустила кампанию по обеспечению питанием беременных женщин в бедных районах.
В 1941 году Рис-Уильямс начала работу над реформированием системы подоходного налога. Она была одной из членов Комитета Бевериджа, составивших в 1942 году доклад Бевериджа. Она предложила ввести безусловный базовый доход в виде отрицательного подоходного налога (изобретённый ею термин).
В 1943 году Рис-Уильямс назначена почётным секретарём Женской либеральной федерации. В 1944 году она стала председателем Комитета по публикациям и рекламе Либеральной партии, проработала два года. Она была членом правящего совета Либеральной партии. В 1945 году Рис-Уильямс участвовала в парламентских выборах как кандидат от Либеральной партии. Она ушла в отставку после разногласий по политическим вопросам с лидерами партии.
Рис-Уильямс опубликовала несколько книг, в том числе работу о теории эволюции и 4 романа, также вела литературный бизнес своей матери. Она интересовалась кинематографом и участвовала в разработке цветной плёнки, в 1930 году получила патент с Сиднеем Джорджем Шортом.
Джулиет Рис-Уильямс скончалась в 1964 году на 66-м году жизни.